# Zhang Wentian
Zhang Wentian  (30 de agosto de 1900 – 1 de julho de 1976) foi um político chinês que era um líder de alto escalão do Partido Comunista da China (PCC).
Nascido em Nanhui, frequentou a Escola de Engenharia Civil Hohai, em Nanjing, e passou um ano na Universidade da Califórnia. Mais tarde, juntou-se ao PCC em 1925 e foi enviado para estudar na Universidade Sun Yat-sen, em Moscou, de 1926 a 1930. Ele era membro do grupo conhecido como os 28 Bolcheviques, mas passou a apoiar Mao Tsé-Tung durante a Longa Marcha. Foi secretário-geral do Partido Comunista Chinês de 1935 a 1943, quando o cargo foi abolido.  Ele permaneceu membro do Politburo, mas ficou em 12º lugar entre 13 no 7º Politburo e foi reduzido a Membro Suplente no 8º Politburo.
Foi Primeiro Vice-Ministro das Relações Exteriores da República Popular da China de dezembro de 1954 a novembro de 1960.  Ele participou da Longa Marcha e mais tarde serviu como embaixador na União Soviética de abril de 1951 a janeiro de 1955. Na Conferência de Lushan em 1959 ele apoiou Peng Dehuai e perdeu o poder junto com Peng.  Durante a Revolução Cultural foi atacado como aliado de Peng e Liu Shaoqi; ele foi reabilitado por Deng Xiaoping após a morte de Mao.

## Biografia

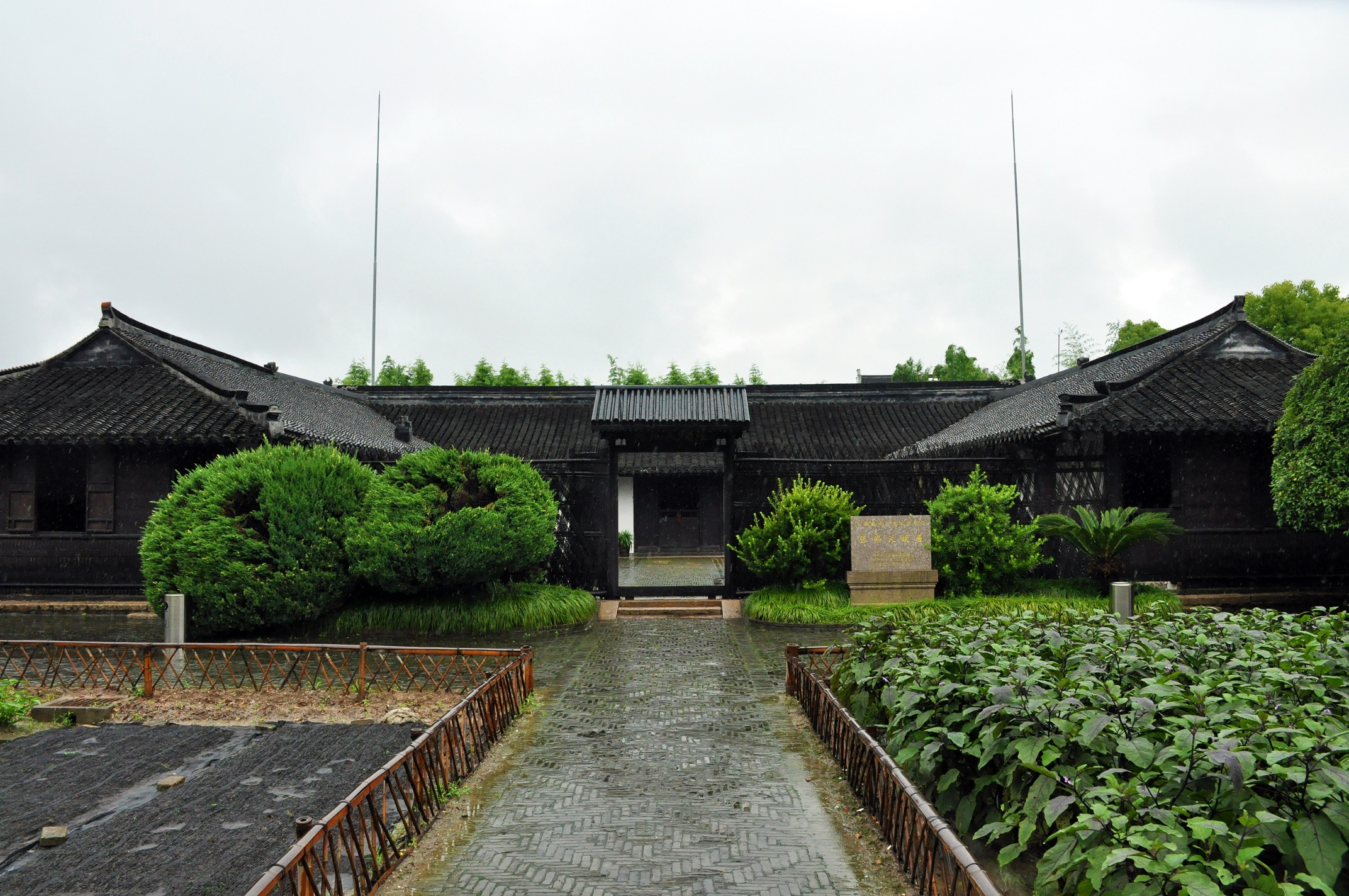
A Antiga Residência de Zhang Wentian, onde aqui viveu entre seu nascimento em 1900 e 1932, enquanto foi para o Soviete de Jiangxi-Fujian.

Em 30 de agosto de 1900, Zhang Wentian nasceu na vila de Deng San, Nanhui, província de Jiangsu.  Os ancestrais de Zhang migraram do condado de Qinghe para Pudong para evitar a guerra. Seu avô Zhang Xiangfu e seu pai Zhang Qimei eram agricultores, e sua mãe Jin Tianhua frequentou uma escola particular. Zhang Wentian era o filho mais velho da família. Em 1915, foi admitido na Escola Provincial de Pesca de Jiangsu (Escola de Pesca de Wusong). Depois de estudar por dois anos, decidiu se transferir porque não conseguia se acostumar fisicamente com o ambiente de estudo ali.  Em 1917, ingressou na Escola de Engenharia Civil de Hohai. Neste ponto, Zhang Wentian foi exposto ao jornal Nova Juventude, de Chen Duxiu , e começou a inclinar-se para a ideia da revolução bolchevique. 
Após a eclosão do Movimento Quatro de Maio em 1919, Zhang Wentian participou de movimentos estudantis e começou a se dedicar à criação e tradução literária.  Em julho de 1920, Zhang Wentian e seu colega Shen Zemin foram estudar no Japão. Eles estudaram japonês, filosofia e outros textos de ciências sociais.  Em janeiro de 1921, Zhang Wentian retornou à China, e tornou-se editor da Companhia de Livros Zhonghua, trabalhando com os colegas Zuo Shunsheng, Tian Han, Li Da, He Shuheng.  Em 5 de janeiro de 1922, Zhang Wentian publicou "A fonte do caos na China e sua solução (中国底乱源及其解决)".  O artigo afirmava: "Estamos tão preocupados com esta sociedade irracional, mas que métodos devemos usar para transformá-la? Em que ela deveria ser transformada? Não-resistência? Resistência? Anarquismo? Socialismo? Como a água que corre no rio, ela perturba constantemente mim. No entanto, a vida não pode continuar sem uma decisão. Então, naturalmente, não podemos deixar de seguir o caminho socialista."  Em agosto, Zhang Wentian foi estudar na Universidade da Califórnia, Berkeley, às suas próprias custas. Fez vários cursos, mas não estava formalmente matriculado. 
Zhang Wentian voltou para casa em janeiro de 1924, continuando seu trabalho como editor da Companhia de Livros Zhonghua.  Em outubro de 1924, Zhang Wentian recebeu um convite da filial de Chengdu da Sociedade Juvenil Chinesa e assumiu o cargo de professora de inglês na Segunda Escola Normal Feminina de Chongqing com os colegas Xiao Chunü e Yang Angong.  Em maio de 1925, Zhang Wentian deixou Sichuan e retornou a Xangai com Xiao Chunü para propagar ideias revolucionárias.  Em junho, Zhang Wentian foi apresentado por Shen Zemin e Dong Yixiang para ingressar no Partido Comunista Chinês.  Ele foi para Moscou estudar na Universidade Sun Yat-sen em outubro. 
Enquanto Zhang estudava e lecionava em Moscou entre 1925 e 1930, Nikolai Bukharin ainda estava no poder. Zhang aprendeu sobre a teoria de Bukarin de permitir a economia rural privada através de cooperativas de abastecimento e marketing, e isso mais tarde influenciaria profundamente as próprias perspectivas políticas de Zhang. Zhang era muito respeitado no círculo do PCC pelo seu profundo conhecimento de Bukharin, além do marxismo e do leninismo. 
No início de 1928, alguns membros da filial do Partido Comunista Chinês na Universidade Sun Yat-sen estavam insatisfeitos com o trabalho da filial escolar.  A filial escolar ignorou a liderança do partido e procurou reestruturar a filial do Partido Comunista.  A luta pelo poder entre as duas facções em Moscou atingiu seu auge no verão de 1928, e uma reunião de dez dias foi realizada para discutir o funcionamento da secretaria da escola. O secretário do Comitê do Partido Comunista Soviético apoiou a filial escolar.  Apesar da oposição da maioria dos estudantes, sob o apoio de facções minoritárias, incluindo Bo Gu e outros, a votação foi aprovada para apoiar a filial escolar. Após a reunião, os orgulhosos apoiadores da filial escolar receberam o apelido de “28 Bolcheviques” pela facção de oposição, e Zhang Wentian foi um deles. 
Em 19 de maio de 1930, Zhang Wentian publicou "Sobre as Duas Linhas de Luta". O artigo apontava que o Partido Comunista não só precisa se opor à direita dentro do partido, mas também precisa se opor à esquerda dentro do partido.  Este artigo foi considerado dirigido contra Li Lisan e seu extremismo, que mais tarde ficou conhecido como "Linha Li Lisan". 

### A Primeira Guerra Civil Chinesa (1927-1937)
Em fevereiro de 1931, Zhang Wentian retornou a Xangai e logo serviu como Ministro do Departamento de Propaganda do Comitê Central do PCC.  Em setembro do mesmo ano, o gabinete político central provisório foi estabelecido por Bo Gu, Zhang Wentian, Lu Futan, Li Zhusheng, Kang Sheng, Chen Yun, Huang Ping, Liu Shaoqi, Wang Yun Cheng e outros nove; Bo Gu, Zhang Wentian, Lu Futan como Comitê Permanente.  Após a eclosão do Incidente de 28 de janeiro de 1932, Zhang Wentian ficou perturbado pelo modo de pensar da luta de classes, que denunciou os generais do Exército da Décima Nona Rota como "senhores da guerra anti-japoneses" reacionários e contrarrevolucionários.  Ele destacou que a estratégia do Partido é "apoiar os soldados na luta automática contra o Japão e na oposição aos seus superiores, aproveitando todas as oportunidades para expor os enganos destes funcionários" e fazendo-os pensar que "devem matar os seus superiores reaccionários, a fim de vencer a guerra." 
Em dezembro de 1932, o partido clandestino de Xangai foi mais uma vez destruído.  Lu Futan e outros membros do Comitê Permanente do Politburo foram presos, resultando na quase prisão de Zhang Wentian, Chen Yun e outros. Em janeiro de 1933, Zhang Wentian mudou-se para a Área Soviética Central com o governo central temporário e serviu como Ministro do Bureau Central da União Soviética e como presidente do Governo Democrático de Trabalhadores e Camponeses de Ruijin. 
Naquela época, o Governo Nacionalista preparava-se para a Quarta Campanha de Cerco contra o Soviete de Jiangxi. Chiang Kai-shek comandou pessoalmente o ataque. Bo Gu realizou uma reunião do Comitê Central do Partido Comunista Chinês, argumentando que deveriam manter as suas posições. Esta proposta foi contestada pelo Secretário Provincial do Partido de Fujian, do Partido Comunista Chinês, Luo Ming, que disse que deveriam continuar a guerra de guerrilha, uma vez que as pessoas não têm forças para resistir à guerra de longo prazo.  Luo Ming apontou diretamente que a resolução do Bureau Central era uma “pregação vazia”.  Bo Gu ficou furioso e escreveu "A posição do Bureau Central sobre as decisões do Comitê Provincial de Fujian", no qual acusou Luo Ming de "oportunismo" (doutrina Luo Ming), seguido pelo lançamento de uma campanha anti-Luo Ming. Muitos quadros de base e da linha da frente envolvidos foram demitidos dos seus cargos.
Em 18 de fevereiro de 1933, Zhang Wentian publicou um artigo intitulado "Qual é a linha oportunista do camarada Luo Ming", publicado na Luta, um boletim do Comitê Central do Partido Comunista Chinês.  Desde então, Bo Gu criticou a "linha Jiangxi Luoming" e Zhang Wentian também publicou "linha Luo Ming em Jiangxi", "Fogo contra o oportunismo da direita" e outros artigos para apoiar a ação de Bo Gu. Quadros comunistas incluindo Zhang Dingcheng, Liu Xiao, Deng Xiaoping, Mao Zedong, Xie Weijun e He Shushing estiveram envolvidos neste movimento. 
Em janeiro de 1934, Zhang Wentian foi eleito membro do Bureau Político Central e secretário do Comitê Central da Quinta Sessão Plenária do Sexto Comitê Central do PCC. Em fevereiro, foi eleito Presidente do Comitê Popular do Governo Central.  Após a queda de Guangchang, Zhang Wentian criticou o comando militar de Bo Gu, Li De (Otto Braun) e outros na primeira reunião da Comissão Militar Central, e começou a se afastar deles.  Em agosto de 1934, as autoridades da área soviética central estacionadas na barragem de Shazhou foram bombardeadas pelo Kuomintang e foram forçadas a se mudar para Ruijin. Desde então, Zhang Wentian começou a se comunicar com Mao Tsé-Tung e tornou-se próximo dele. 
Em outubro de 1934, Zhang Wentian participou da Longa Marcha com Mao Zedong e Wang Jiaxiang.  Três pessoas se comunicaram várias vezes durante a marcha e formaram uma aliança contra Bo Gu e Li De.  Em 15 de janeiro de 1935, o Primeiro Exército Vermelho ocupou Zunyi, Guizhou, durante a Longa Marcha, e realizou uma reunião. Na reunião, Bo Gu tomou a iniciativa de fazer um relatório para discutir os erros do comando militar durante a quinta campanha anti-cerco, mas principalmente afirmou que as dificuldades eram inevitáveis devido às circunstâncias.  Zhou Enlai então fez um relatório adjunto, dizendo que foram os erros táticos cometidos pelo comando militar, e admitiu a responsabilidade.  Foi seguido pelo relatório de Zhang Wentian opondo-se à estratégia militar do Comité Central que se centrava exclusivamente na defesa.  Depois, Mao Zedong fez um longo discurso, salientando que a causa das graves perdas e derrotas na quinta campanha anti-cerco se deveu à simples linha de defesa dos militares, e isto manifestou-se no aventureirismo durante o ataque, no conservadorismo durante o defesa e conservadorismo durante a surtida.  Mao Zedong planejou este esboço antecipadamente com Wang Jiaxiang e Zhang Wentian. Imediatamente, Wang Jiaxiang, Zhu De e Liu Shaoqi expressaram concordância. A reunião durou três dias e a decisão final foi demitir a liderança de Bo Gu, Li De e Zhou Enlai.  Mao Zedong foi cooptado para o comitê permanente do Bureau Político do Comitê Central do PCC pelos comandantes militares Zhu De e Zhou Enlai, e também foi restaurado ao cargo de comandante militar do Exército Vermelho. 
Em 5 de fevereiro, o Exército Vermelho chegou a Bijie e realizou aqui uma reunião do Politburo.  Zhang Wentian substituiu Bo Gu como secretário-geral do Comitê Central do PCC. Em 12 de maio, Zhang Wentian presidiu a Reunião de Huili.  Depois que o Primeiro e o Quarto Exército Vermelho uniram forças em junho de 1935, Zhang Wentian apoiou a decisão de Mao Zedong de ir para o norte e se opôs ao plano de Zhang Guotao de ir para o sul. 
Em 1936, o Exército Vermelho realizou a fracassada expedição oriental e ocidental (exército da rota ocidental). Durante este período, Zhang Wentian, Mao Tsé-Tung e Zhou Enlai cooperaram para colocar a frente única nacional anti-japonesa no foco do PCC.  Após a eclosão do Incidente de Xian em dezembro, Zhang Wentian realizou uma reunião para lidar com o incidente. Nesta reunião, Mao Zedong propôs "colocar Chiang em julgamento", "livrar-se de Chiang", e Zhang Wentian defendeu "não tomar a política oposta com Nanjing, não organizar a oposição contra Nanjing", "esforçar-se para ganhar legitimidade do governo de Nanjing e unir forças com as tropas anti-Chiang".  No final, sob a pressão de Estaline, o Incidente de Xian foi resolvido pacificamente.  Em janeiro de 1937, Zhang Wentian foi secretamente a Xian para discutir assuntos com Zhou Enlai, Bo Gu e outros.

### Segunda Guerra Sino-Japonesa
Depois que a Guerra Sino-Japonesa em grande escala eclodiu na China em agosto de 1937, o Comitê Central do PCC realizou uma reunião do Bureau Político na vila de Fengjia, Luochuan, província de Shaanxi. Zhang Wentian presidiu a reunião e fez um relatório analítico sobre a situação política tanto no país como no exterior. Ele apresentou uma proposta de dez grandes resistências contra o Japão e rejeitou o derrotismo nacional. 
No final de novembro de 1937, Wang Ming, Chen Yun e Kang Sheng retornaram de Moscou para Yan'an.  Zhang Wentian presidiu a reunião do Politburo de dezembro e fez um relatório sobre "A situação política atual e a tarefa do Partido".  Na reunião, o Comité Central decidiu que Zhang Wentian deveria administrar o Partido, Mao Zedong administrar o exército, Wang Ming administrar a Frente Unida, formando um triunvirato.  Em 1938, Zhang Wentian opôs-se ao casamento de Mao Zedong e Jiang Qing. 
Após a 6ª Sessão Plenária do 6º Comitê Central do Partido Comunista Chinês, Zhang Wentian retirou-se do cargo de líder supremo e passou a ser responsável pelo trabalho de propaganda e formação de quadros como Ministro do Comité Central do PCC e do Departamento Central de Propaganda.  Em 1941, Zhang Wentian respondeu ao apelo de Mao e foi para áreas rurais no norte de Shaanxi e no noroeste de Shanxi por mais de um ano para uma pesquisa rural e escreveu "Retorno ao Início".  Em 1941, o PCC enfrentava o embargo do Partido Nacionalista e ataques ofensivos do exército japonês. A economia estava à beira do colapso, tornando o PCC altamente impopular entre os camponeses. Zhang Wentian foi enviado a Shanxi para investigar como aumentar a produção agrícola e melhorar a subsistência dos camponeses. Durante a investigação, Zhang descobriu o papel fundamental dos camponeses ricos na prosperidade rural.  Zhang propôs fornecer incentivos económicos para impulsionar o comércio e o novo capitalismo, mas o seu relatório foi suprimido porque ia directamente contra o plano de Mao Zedong de organizar explorações agrícolas colectivas e equipas de ajuda mútua.  Em fevereiro de 1942, Mao Zedong lançou o Movimento de Retificação de Yan'an e pressionou pela sinificação do marxismo e pelo estudo do pensamento de Mao Tsé-Tung.  Quando Zhang Wentian retornou a Yan'an, ele se tornou alvo do Movimento de Retificação de Yan'an e foi forçado a criticar-se repetidamente. Ele não poderia aplicar o conhecimento adquirido na investigação para resolver problemas econômicos.  Em junho de 1945, no Sétimo Congresso do PCC em Yanan, foi eleito membro do Birô Político do Comitê Central do PCC,  e atuou como diretor do Escritório Central de Pesquisa Política. 

### A Segunda Guerra Civil Chinesa (1946-1949)
Após a vitória da Guerra Anti-japonesa, Zhang Wentian se ofereceu como voluntário para ir ao nordeste para trabalho local. Depois de recuperar a confiança de Mao Zedong após contínuas autocríticas, Zhang foi enviado à província de Hejiang, no nordeste da China, para assumir o comando.  Em 22 de outubro de 1945, Zhang Wentian e Gao Gang, Li Fuchun, Wang Heshou, Kai Feng, Chen Guang e Zhu Rui pegaram um avião da equipe de mediação dos EUA para Handan, e chegaram a Shenyang em 22 de novembro.  Posteriormente, Zhang Wentian foi enviado para o Norte da Manchúria. Sob os auspícios de Chen Yun, ele participou da elaboração de um telegrama e do seu envio ao Comitê Central juntamente com Chen Yun e Gao Gang. Zhang sugeriu que o princípio estratégico do PCC no Nordeste deveria ser dispersar as forças armadas e os quadros nas vastas áreas rurais e nas cidades de pequeno e médio porte o mais rápido possível, e estabelecer uma base consolidada em vez de concentrar muita atenção nas grandes cidades.  Em dezembro, Zhang Wentian serviu como secretário do Comitê Provincial do Partido de Hejiang do PCC. Devido ao grande número de bandidos na província de Hejiang na época, Zhang Wentian conduziu pela primeira vez uma investigação social no condado de Ning'an. 
Em Hejiang, presidiu o trabalho de construção do poder político em Hejiang e de supressão de bandidos e de reforma agrária, e também serviu como comissário político da Região Militar de Hejiang. Entre 1947 e 1948, reformas agrárias radicais varreram o nordeste da China, seguidas por equipas de ajuda mútua de estilo colectivo. Contudo, estas equipas de ajuda rapidamente entraram em colapso, criando o caos nas zonas rurais.  Havia uma tendência “esquerdista” no movimento de reforma agrária e outras violências excessivas que ocorriam. Em resposta, Zhang Wentian ordenou aos jornais da área de Hejiang que não reproduzissem a experiência da reforma agrária violenta e protegessem o comércio e a indústria de Hejiang, e Zhang elaborou a "Diretiva sobre a Proteção dos Negócios e da Indústria na Distinção da Terra.  Zhang opôs-se fortemente à coletivização forçada e propôs ao Partido que a ênfase deveria ser no incentivo à produção rural, em vez da luta de classes. 
Em maio de 1948, Zhang Wentian serviu como ministro do Comitê Permanente e Departamento de Organização do Bureau Nordeste do Comitê Central do PCC e vice-diretor do Comitê Econômico e Financeiro do Nordeste.  Durante este período, Zhang Wentian elaborou o "Esboço dos Princípios Básicos da Estrutura Económica e do Desenvolvimento Econômico no Nordeste da China" e apresentou a ideia de "cinco tipos de componentes económicos".  O Esboço foi afirmado por Mao Tsé-Tung e enviado a todo o partido como uma diretriz para o desenvolvimento económico de todas as áreas libertadas.  Em abril, ele assumiu o cargo de secretário do Comitê Provincial do Partido de Liaodong, Comitê Político do Distrito Militar de Liaodong, para organizar o aumento da produção e melhorar a vida das pessoas. 

### Após a fundação da RPC
Desde os primeiros períodos do PCC, a ênfase de Mao Zedong nas explorações agrícolas colectivas como a forma correcta de socialismo rural diferia da linha de Liu Shaoqi e Zhang Wentian de apoio às cooperativas de abastecimento e comercialização (SMCs). Gao Gang foi um proeminente esquerdista e um firme defensor do modelo de Stalin e Mao de reforçar a coletivização. Zhang Wentian entrou em confronto com Gao Gang quando Zhang criticou fortemente a ideia de organizar todos os camponeses em equipas de ajuda mútua. Pouco depois, o PCC nomeou repentinamente Zhang como delegado chinês nas Nações Unidas, sem consultá-lo.  Zhang aceitou o cargo com relutância e fez apelos repetidos para regressar ao seu trabalho no sector económico, mas estes foram ignorados. Em abril de 1951, Zhang Wentian foi nomeado embaixador da China na União Soviética.  Zhang Wentian prestou atenção ao estudo das questões internacionais e apresentou ativamente as análises e propostas políticas ao Governo Central. Por exemplo, o relatório sobre as primeiras negociações de armistício na Guerra da Coreia foi apresentado em 1951 e foi apreciado pelo Governo Central.  Em 1953, durante a sua conversa com Wu Lengxi da agência de notícias Xinhua, Zhang falou sobre as fraquezas e falhas do sistema de coletivização soviético e alertou que a China não deveria copiar cegamente o modelo soviético.  Em janeiro de 1955, Zhang Wentian retornou à China e foi nomeado primeiro vice-ministro das Relações Exteriores da República Popular da China para auxiliar Zhou Enlai nos assuntos diplomáticos. Em setembro de 1956, o 8º Congresso Nacional do Partido Comunista Chinês elegeu Zhang Wentian como membro suplente do Birô Político do Comitê Central do PCC. 
Em 1959, Zhang Wentian participou da Conferência de Lushan.  Em 14 de julho, o Vice-Presidente da Comissão Militar Central e Vice-Ministro do Conselho de Estado e Ministro da Defesa Nacional Peng Dehuai escreveu uma carta ao Presidente Mao Zedong. Na carta, ele primeiro afirmou que os princípios do Grande Salto em Frente estavam corretos. No entanto, Peng posteriormente apontou os problemas do Grande Salto Adiante : "Agora, olhando para trás, o desenvolvimento básico em 1958 foi excessivamente rápido e um pouco demais. No ano de 1959, não apenas o ritmo não pôde ser desacelerado, nem foi foi devidamente controlado, e a continuação do Grande Salto em Frente não levou à regulação imediata dos desequilíbrios, mas apenas acrescentou novas dificuldades temporárias." Ele também destacou que a falta de democracia e o culto à personalidade eram as causas profundas de todos esses males.  Em 19 de julho, Huang Kecheng, conselheiro-chefe do Exército de Libertação do Povo Chinês, e Zhou Xiaozhou, primeiro secretário do Comitê Provincial de Hunan do PCC, falaram em apoio a Peng Dehuai.  No dia 21 de julho, Zhang Wentian fez um discurso de três horas e usou termos teóricos mais precisos para criticar os erros esquerdistas do Grande Salto em Frente e da Comuna Popular. Ele defendeu a promoção da democracia dentro do partido e apoiou Peng Dehuai.  Posteriormente, Mao Zedong, que originalmente defendia a "retificação da esquerda", passou a criticar o "Grupo Antipartido Peng Dehuai". Zhang Wentian foi classificado por Mao Zedong como um elemento "oportunista de direita" e membro do "Grupo Antipartido Peng Dehuai". Após a reunião, o "Movimento Antidireitista" foi lançado novamente.  Zhang Wentian foi ainda criticado na Conferência Nacional de Relações Exteriores e foi destituído do cargo de vice-ministro das Relações Exteriores. 
Em 12 de novembro de 1960, assumiu o cargo de pesquisador do Instituto de Economia do Departamento de Filosofia e Ciências Sociais da Academia Chinesa de Ciências, e se dedicou à pesquisa sobre teorias socialistas de desenvolvimento econômico.  Ele foi a Jiangsu, Zhejiang, Xangai e Hunan para realizar uma pesquisa social.  Após o término da pesquisa, ele escreveu um relatório “Sugestões sobre comércio de mercado”.  Durante a Oitava Sessão Plenária do Oitavo Comité Central, Mao Zedong criticou novamente Peng Dehuai, Zhang Wentian, Xi Zhongxun e outros.  Após a reunião, Zhang Wentian foi privado do direito de participar em todas as reuniões do Comité Central e de ler qualquer documento do Governo Central.  Posteriormente, Zhang Wentian apresentou novamente "Uma Teoria da Dualidade das Relações de Produção".  No dia 1º de outubro, Zhang Wentian participou da celebração do Dia Nacional e subiu à Torre do Portão de Tiananmen com Mao Zedong para conversar. 
Durante a Revolução Cultural, Zhang Wentian foi perseguido e recebeu críticas junto com Peng Dehuai.  A partir de 17 de maio de 1968, Zhang Wentian esteve em prisão domiciliar em sua residência.  Durante o período, Zhang Wentian e sua esposa Liu Ying foram separados. A fim de obter material desfavorável a Liu Shaoqi, Kang Sheng pediu a Zhang Wentian que testemunhasse sobre a acusação de Liu Shaoqi no "Grupo de 61 Traidores", mas Zhang Wentian não cedeu à pressão. Em 24 de outubro de 1969, Zhang Wentian foi libertado em Zhaoqing, Guangdong, com sua família. 
Zhang Wentian começou a escrever uma série de ensaios teóricos que mais tarde foram chamados de "Manuscrito Zhaoqing". Criticou a linha ultra-esquerdista e os erros da Revolução Cultural e elaborou as opiniões sobre as questões básicas da construção socialista da China. Nos seus escritos, Zhang Wentian escreveu que a principal tarefa da sociedade socialista é desenvolver forças produtivas, e "é absurdo amaldiçoar o princípio da luta pelos interesses materiais do povo como sendo revisionista, isto é, uma confusão inaceitável e engano!" Sobre a Revolução Cultural, ele pensava que exagerar as contradições internas entre o povo como a contradição entre o inimigo e eu “causava grandes danos ao Partido”. Representa uma séria perturbação para o Partido "ter camaradas que têm opiniões diferentes sendo enquadrados como 'agentes da burguesia dentro do partido', porque confunde ainda mais o inimigo e a nós mesmos".  Em maio de 1972, o Comitê Central do PCC decidiu restaurar os salários de Zhang Wentian e sua esposa.  Desde então, Zhang Wentian pediu repetidamente para retornar a Pequim, mas não foi aprovado.  Em agosto de 1975, Zhang Wentian mudou-se para Wuxi. 
Em 1º de julho de 1976, Zhang Wentian morreu em Wuxi, Jiangsu, devido a uma doença cardíaca aos 75 anos. Em 25 de agosto de 1979, o Comitê Central do PCC realizou um serviço memorial a Zhang Wentian no Grande Salão do Povo em Pequim.

## Avaliação
Na principal historiografia do Partido Comunista Chinês, Zhang é considerado o líder do Comité Central do Partido Comunista Chinês que deu uma contribuição significativa ao PCC. Durante o período Yan'an, Mao Zedong comentou certa vez: "Zhang Wentian foi uma figura influente na Área Soviética Central, não apenas por causa de seu status e posição, mas também por suas próprias qualidades." Em 25 de agosto de 1979, durante o memorial realizado para Zhang Wentian pelo Comitê Central do PCC no Grande Salão do Povo em Pequim, Deng Xiaoping escreveu um elogio afirmando que Zhang Wentian era "um notável membro do Partido e um líder importante do nosso partido para um período de tempo bastante longo." No dia seguinte, o Diário do Povo publicou a notícia de que Zhang Wentian era "um notável membro do Partido Comunista Chinês e uma geração mais velha de revolucionários proletários". Ao longo de sua carreira política, ele fez críticas sempre que surgiam tendências esquerdistas evidentes dentro do Partido. Embora a sua adesão à interpretação de Bukharin do "Plano Cooperativo" de Lenin se colocasse contra Mao Zedong, que seguiu o caminho de coletivização de Estaline, e causasse flutuações constantes em termos da sua carreira política, Zhang nunca deixou de falar. Ele também dedicou toda a sua vida ao estudo das questões econômicas. Jiang Zemin disse em sua carta à esposa de Zhang Wentian, Liu Ying, em agosto de 1990: "Com sua crença firme e inabalável no comunismo, seu coração generoso como político e o comportamento cauteloso como acadêmico, ele aderiu à verdade para o benefício do povo. Seu caráter nobre para corrigir os erros, merece ser sempre aprendido por todos nós em seu estilo de trabalho prático, prático, humilde, prudente e simples." 